# NGC 2444
NGC 2444 é uma galáxia lenticular (S0) localizada na direcção da constelação de Lynx. Possui uma declinação de +39° 01' 57" e uma ascensão recta de 7 horas, 46 minutos e 53,0 segundos.
A galáxia NGC 2444 foi descoberta em 18 de Janeiro de 1877 por Édouard Jean-Marie Stephan.